# Murder Clown
Murder Clown (Ciudad de México, 1 de marzo de 1986) es el nombre en el ring de un luchador profesional mexicano, actualmente contratado por Lucha Libre AAA Worldwide (AAA). El personaje del ring de Murder Clown es el de un payaso de pesadilla y es parte de Los Psycho Circus junto con Monster Clown y Psycho Clown. El verdadero nombre de Murder Clown no es de dominio público, como suele ser el caso de los luchadores enmascarados en México, donde su vida privada se mantiene en secreto para los fanáticos de la lucha libre.

## Carrera en la lucha libre profesional

### Lucha Libre AAA Worldwide (2007-presente)

#### Los Psycho Circus

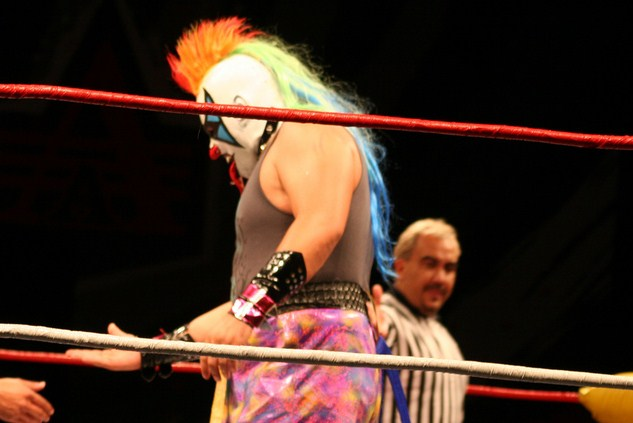
El compañero de Monster Clown, Psycho Clown.

A finales de 2007, AAA decidió convertir a Murder Clown, quien antes utilizaba un gimmick llamado Aliens, en «Zombie Clown» y hacerlo parte de Los Psycho Circus junto con Psycho Clown y Monster Clown. A diferencia de los personajes de payasos anteriores que usaban máscaras de tela, Los Psycho Circus usaban máscaras de goma con expresiones faciales más horribles y retorcidas, inspiradas en la película Killer Klowns from Outer Space. La máscara de Zombie Clown presentaba dientes amarillos podridos, manchas en la piel y un pequeño sombrero de copa azul. El equipo hizo su debut el 14 de diciembre de 2007, durante un espectáculo en Chilpancingo de los Bravo, Guerrero donde derrotaron a Real Fuerza Aérea (Aero Star, Super Fly y Pegasso). Los Psycho Circus eran físicamente más grandes que la mayoría de los luchadores de AAA y pronto se establecieron como una fuerza dominante en el ring cuando comenzaron a acumular una racha ganadora. Los Psycho Circus desarrollaron una rivalidad con The Dark Family, haciendo equipo con Chessman para igualar los números de los dos equipos. El 18 de enero de 2009, Los Psycho Circus y Chessman derrotaron a The Dark Family (Dark Cuervo, Dark Escoria, Dark Espíritu y Dark Ozz) para ganar el Campeonato Nacional Atómicos. El reinado del equipo con los títulos Atómicos terminó después de solo 8 días cuando el Comisionado de AAA, Vampiro, despojó a Chessman y Los Psycho Circus de los títulos porque lo habían atacado durante un espectáculo la noche anterior.
Los Psycho Circus lucharon en Triplemanía XVII, derrotando a Real Fuerza Aérea (Laredo Kid, Super Fly y Aero Star) en un combate de menos de tres minutos que dominaron Los Psycho Circus. En agosto de 2009 se anunció que el nombre de Zombie Clown había sido cambiado a Monster Clown y Killer Clown sería conocido como Murder Clown a partir de ese momento debido a problemas de derechos de autor con los nombres originales. Los Psycho Circus mantuvieron viva su racha ganadora al derrotar a La Yakuza (El Oriental, Kenzo Suzuki y Sugi San) en el combate inaugural del Verano de Escándalo 2009. En el invierno de 2009, Los Psycho Circus comenzaron a aliarse con Cibernético en su feudo con Konnan y La Legión Extranjera formando equipo con él en luchas de ocho hombres contra La Legión Extranjera, esta fue la primera vez que Los Psycho Circus se asociaron con un técnico («buen chico»). En el evento Rey de Reyes de 2010, Los Psycho Circus sirvieron como leñadores durante una lucha de leñadores donde evitaron que La Legión interfiriera en la lucha, lo que permitió que Cibernético cubriera a Konnan. Durante el verano de 2010 se anunció que la racha de victorias de Los Psycho Circus había alcanzado las 600 victorias. El 31 de octubre de 2010, Los Psycho Circus formó una nueva alianza llamada Potencia Mundial con el Megacampeón de AAA Dr. Wagner Jr.. El 5 de diciembre de 2010, en Guerra de Titanes, la larga racha invicta de Los Psycho Circus llegó a su fin, cuando Los Perros del Mal ( Damián 666, Halloween y X-Fly) les dieron su primera derrota en una lucha de armas en jaula de acero, gracias a una interferencia del líder de Los Perros, El Hijo del Perro Aguayo.
El 24 de abril de 2011, Los Psycho Circus derrotaron a Los Maniacos (Joe Líder, Silver King y Último Gladiador), Los Oficiales (Oficial 911, Oficial AK-47 y Oficial Fierro) y Los Perros del Mal (Bestia 666, Damián 666 y X-Fly) en una lucha de eliminación a cuatro bandas en jaula de acero para ganar el Campeonato Intercontinental de Tríos de IWRG en el show Guerra de Empresas de IWRG. El feudo continuó en Triplemanía XIX, donde Damián 666, Halloween y X-Fly derrotaron a Los Psycho Circus en una final del torneo para convertirse en los primeros Campeones Mundiales de Tríos de AAA. El 31 de julio en Verano de Escándalo, Los Psycho Circus se enfrentaron a Los Perros del Mal en una lucha en jaula de acero, donde la última persona que quedara en la jaula perdería su cabellera o su máscara. El combate terminó con Psycho Clown escapando de la jaula, dejando a X-Fly dentro y obligándolo a afeitarse la cabellera. El 28 de agosto, Los Psycho Circus perdieron el Campeonato Intercontinental de Tríos de IWRG ante Bestia 666, Damián 666 y X-Fly de Los Perros del Mal en una lucha en jaula de acero de cuatro equipos, en la que también participaron Los Temerarios (Black Terry, Durok y Machin) y Los Villanos (Kortiz, Ray Mendoza Jr. y Villano IV). El 9 de octubre en Héroes Inmortales, Los Psycho Circus y Los Perros del Mal terminaron su feudo de un año, cuando los payasos derrotaron a Damián 666, Halloween y Nicho el Millonario en una lucha de jaula de acero Máscaras vs. Cabelleras para quedarse con sus cabelleras. Después de un descanso de cinco meses del feudo, Los Psycho Circus derrotaron a Damián 666, Halloween y X-Fly de Los Perros del Mal el 11 de marzo de 2012, para ganar el Campeonato Mundial de Tríos de AAA. Perdieron el título ante El Consejo (Máscara Año 2000 Jr., El Texano Jr. y Toscano) el 19 de mayo de 2012. Los Psycho Circus recuperaron el título de manos de El Consejo el 18 de febrero de 2013. Perdieron el título ante Los Hell Brothers (Averno, Chessman y Cibernético) el 14 de junio de 2015, en Verano de Escándalo. El 2 de octubre de 2016, en Héroes Inmortales X, Monster y Murder Clown se volvieron contra Psycho Clown y formaron una nueva asociación con su rival Pagano.

## En otros medios
Murder Clown y el resto de Los Psycho Circus son personajes jugables en el videojuego Lucha Libre AAA: Héroes del Ring, que se lanzó a finales de 2010.

## Campeonatos y logros
- Lucha Libre AAA Worldwide
  - Campeonato Mundial en Parejas de AAA (1 vez) – con Monster Clown
  - Campeonato Mundial de Tríos de AAA (2 veces) – con Monster Clown y Psycho Clown [23][24]
  - Campeonato Nacional Atómicos (1 vez) – con Chessman, Monster Clown y Psycho Clown [6]

- International Wrestling League
  - IWL Trios Championship (2 veces) – con Monster Clown y Psycho Clown [25]

- International Wrestling Revolution Group
  - Campeonato Intercontinental de Tríos de IWRG (1 vez) – con Monster Clown y Psycho Clown [26]

- Perros del Mal Producciones
  - Campeonato Peso Completo de Perros del Mal (1 vez) [27]

- Pro Wrestling Illustrated
  - Situado en el puesto n.° 260 entre los 500 mejores luchadores individuales del PWI 500 en 2021 [28]

- Wrestling Observer Newsletter
  - Worst Match of the Year (2015) con Monster Clown y Psycho Clown vs. Villano III, Villano IV y Villano V el 9 de agosto [29]

## Luchas de Apuestas
| Ganador (apuesta)                                                         | Perdedor (apuesta)                                                            | Ubicación             | Evento            | Fecha                | Notas             |
| ------------------------------------------------------------------------- | ----------------------------------------------------------------------------- | --------------------- | ----------------- | -------------------- | ----------------- |
| Los Psycho Circus (máscaras) (Monster Clown, Murder Clown y Psycho Clown) | Los Perros del Mal (cabelleras) (Halloween, Damián 666 y Nicho el Millonario) | Monterrey, Nuevo León | Héroes Inmortales | 9 de octubre de 2011 | [ Nota 1 ] [ 30 ] |

Notas
1. ↑  Máscara vs. Cabellera Steel Cage match.